# Delaney Bramlett
Delaine Alvin "Delaney" Bramlett (1 de julio de 1939-27 de diciembre de 2008) fue un cantante, compositor, músico y productor estadounidense. Bramlett es más conocido por su asociación musical con su entonces esposa Bonnie Bramlett en la banda Delaney & Bonnie and Friends, que incluía una amplia variedad de otros músicos, muchos de los cuales tuvieron éxito en otros contextos.

## Primeros años de vida
Bramlett nació en Pontotoc, Misisipi. Empezó a tocar la guitarra a los ocho años, pero no se dedicó en serio al instrumento hasta la adolescencia. Empezó a cantar en la escuela y a los doce años tenía un cuarteto. Bramlett se alistó en la Marina de los Estados Unidos antes de cumplir los 17 años, y sirvió durante dos años y medio o tres. Hizo el campamento de entrenamiento en la estación naval de Great Lakes, donde pasó más de la mitad de su servicio.
Tras su licenciamiento, se trasladó a Los Ángeles a principios de la década de 1960, donde trabajó como camarero antes de empezar a actuar en clubes

## Carrera
Bramlett actuaba en el Palomino Club de North Hollywood cuando le pidieron que apareciera en un piloto de un nuevo programa de televisión, Shindig! En 1965, Bramlett ya era miembro habitual de los Shindogs, la banda del programa. Colaboró como compositor con sus compañeros Joey Cooper, Mac Davis y Jackie DeShannon. Durante esta época, trabajó con J.J. Cale y Leon Russell y lanzó algunos sencillos en solitario sin éxito. Bramlett fue el primer artista contratado por Independence Records, dirigida por Phil Skaff. Su sencillo de debut "Guess I Must be Dreamin" fue producido por Russell, entrando en la encuesta de Cashbox "Looking Ahead" el 14 de mayo de 1967.
A finales de la década de 1960, el icono de la guitarra británica Eric Clapton se unió a la gira de Delaney & Bonnie & Friends, tras lo cual Bramlett produjo y coescribió canciones para el primer álbum en solitario de Clapton, Eric Clapton. Clapton ha atribuido a Bramlett el mérito de haberle empujado a cantar y de haberle enseñado el arte de la voz en el rock. Bramlett produjo el último álbum de King Curtis, que produjo dos sencillos de éxito, "Teasin'" y "Lonesome Long Way from Home".
Bramlett enseñó al entonces guitarrista principal de The Beatles, George Harrison, a tocar la guitarra slide, que aparece de forma destacada en el éxito de Harrison "My Sweet Lord". Bramlett escribió, grabó o apareció en el escenario con muchos artistas notables, como Joe Cocker, Jimi Hendrix, Janis Joplin, Billy Preston, John Lennon, The Everly Brothers, Duane Allman, Spooner Oldham, Steve Cropper y Billy Burnette.
Entre los miembros de Friends que aparecieron en concierto o grabaron con Bramlett en álbumes de Friends se encuentran Clapton, Harrison, Leon Russell, Curtis, Duane Allman, Gregg Allman, Dave Mason, Rita Coolidge, Carl Radle, Jim Gordon, Bobby Whitlock, Jim Keltner, Bobby Keys y Gram Parsons.
Su álbum Delaney & Bonnie & Friends On Tour With Eric Clapton (1970) alcanzó el número 29 en el Billboard 200. Entre 1970 y 1972, el dúo tuvo siete canciones en el Billboard Hot 100, incluyendo su sencillo más conocido, la conmovedora "Never Ending Song of Love", que alcanzó el número 13 y una versión de "Only You Know and I Know" de Dave Mason, que alcanzó el número 20. Delaney & Bonnie terminaron su relación profesional y personal en 1972.
En 2006, Bramlett fue uno de los artistas a dúo en el álbum de Jerry Lee Lewis Last Man Standing, cantando y tocando la guitarra en "Lost Highway". En 2008, Bramlett publicó su primer CD en seis años, A New Kind of Blues. Murió ese mismo año.

## Vida personal
Bramlett estuvo casado con Bonnie Lynn O'Farrell. La pareja tuvo una hija, Bekka Bramlett, que fue brevemente miembro de Fleetwood Mac a mediados de la década de 1990 y ha tenido una larga carrera como vocalista, acompañando a varios artistas de country y pop y publicando varios álbumes en solitario. Su matrimonio se vio empañado por la violencia debida a sus adicciones a la cocaína. Se divorciaron en 1972, poniendo fin también a su asociación musical.
Bramlett murió por complicaciones de una operación de vesícula biliar en el Centro Médico Ronald Reagan de la UCLA en Los Ángeles el 27 de diciembre de 2008. Le sobreviven su viuda, Susan Lanier-Bramlett, un hermano, John Wayne Bramlett, tres hijas, Michele Bramlett, Suzanne Bramlett y Bekka Bramlett, y dos nietos. Fue enterrado en el cementerio de Forest Lawn Memorial Park. 